# Eleonora Vincenti
Eleonora Vincenti (Monaco di Baviera, 27 luglio 1928 – Torino, 3 luglio 2015) è stata una filologa italiana, figlia del noto germanista Leonello Vincenti.

## Biografia
Si laureò con Ferdinando Neri e fu poi assistente di Filologia romanza con Gianfranco Contini all'Università di Firenze e quindi all'Università di Torino; divenne infine Ordinaria di Filologia italiana all'Università di Torino nel 1974. Cessò l'attività accademica nel 2000.
Tra i suoi allievi si ricordano Concetto Del Popolo (professore associato di Filologia italiana presso la stessa università, fino al 31 ottobre 2016), Paolo Divizia (professore associato di Filologia italiana presso l'Università di Brno) e Marco Bernardi.